# Cabomba haynesii
Cabomba haynesii là một loài thực vật có hoa trong họ Cabombaceae. Loài này được Wiersema miêu tả khoa học đầu tiên năm 1989.